# Бебень (комуна)
Бебень, Бебені (рум. Băbeni) — комуна у повіті Селаж в Румунії. До складу комуни входять такі села (дані про населення за 2002 рік):
- Бебень (682 особи) — адміністративний центр комуни
- Кліц (234 особи)
- Поєніца (308 осіб)
- Піроша (126 осіб)
- Чокмань (713 осіб)

Комуна розташована на відстані 380 км на північний захід від Бухареста, 29 км на північний схід від Залеу, 60 км на північ від Клуж-Напоки.

## Населення
За даними перепису населення 2002 року у комуні проживали 2063 особи.
Національний склад населення комуни:
| Національність | Кількість осіб | Відсоток |
| -------------- | -------------- | -------- |
| румуни         | 2027           | 98,3%    |
| цигани         | 32             | 1,6%     |
| угорці         | 4              | 0,2%     |

Рідною мовою назвали:
| Мова      | Кількість осіб | Відсоток |
| --------- | -------------- | -------- |
| румунська | 2030           | 98,4%    |
| циганська | 28             | 1,4%     |
| угорська  | 5              | 0,2%     |

Склад населення комуни за віросповіданням:
| Релігія            | Кількість осіб | Відсоток |
| ------------------ | -------------- | -------- |
| православні        | 1844           | 89,4%    |
| греко-католики     | 109            | 5,3%     |
| п'ятдесятники      | 79             | 3,8%     |
| адвентисти         | 7              | 0,3%     |
| реформати          | 4              | 0,2%     |
| баптисти           | 2              | 0,1%     |
| не вказали релігію | 1              | < 0,1%   |